# SONIC LOST WORLD/WONDER WORLD EP
『SONIC LOST WORLD/WONDER WORLD EP』（ソニック・ロスト・ワールド/ワンダー・ワールド・EP）は、2013年9月25日に発売された、iTunesのみのデジタル・サウンドトラック。
「ソニック ロストワールド」のメインテーマとアクションステージ「ウィンディヒルZone 1」のBGMが収録されている。

## 収録曲
1. Wonder World - Title Theme -
2. Windy Hill - Zone1 (Short ver.)